# Serafino Barozzi
Serafino Ludovico Barozzi (... – Bologna, 1810) è stato un pittore italiano.

## Biografia

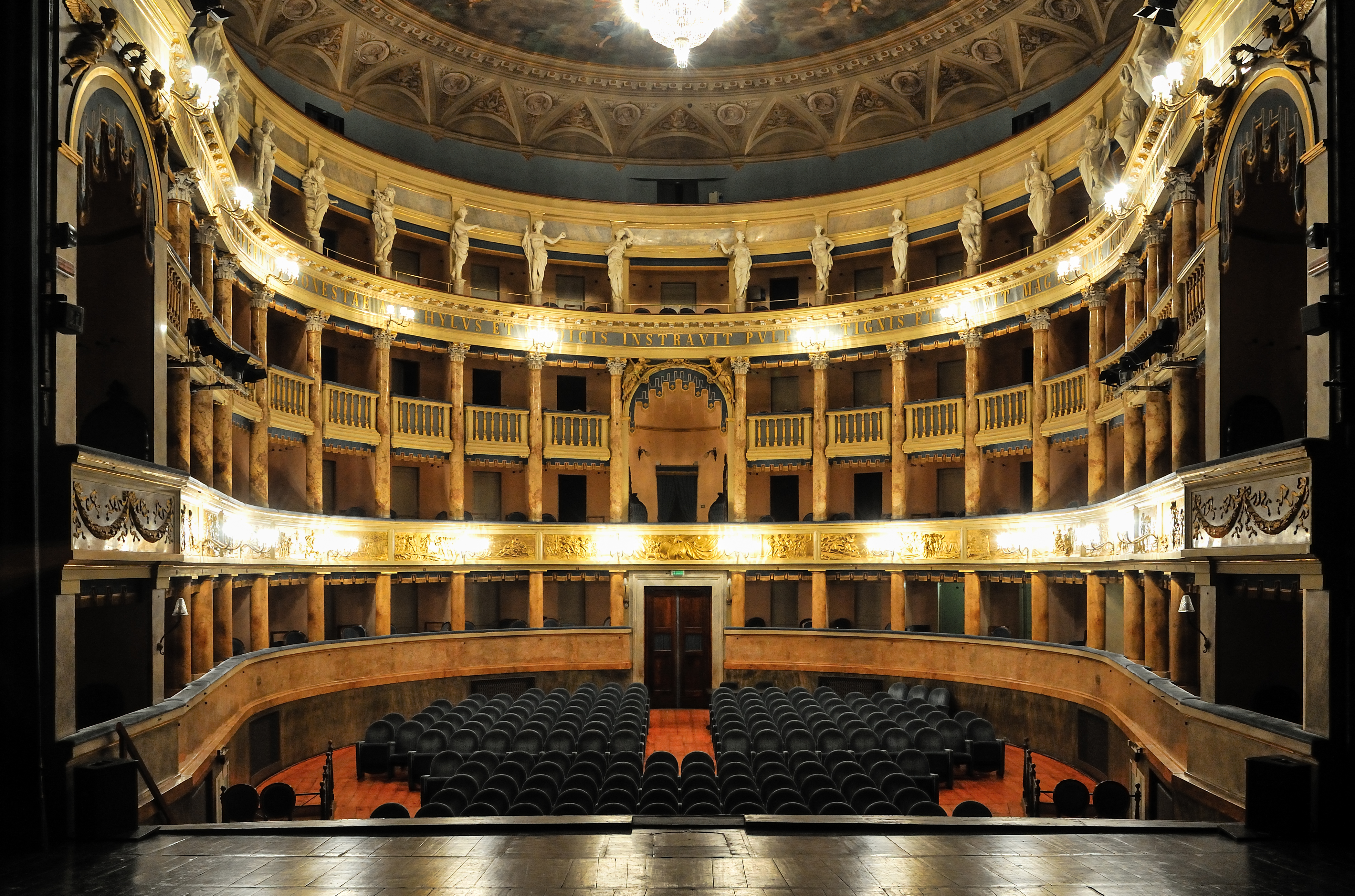
Lavori interni al Teatro comunale Angelo Masini, Galleria dei Cento Pacifici, Faenza

Di Serafino Barozzi non si conosce la città natale, i suoi apprendimenti da pittore e decoratore furono sotto la guida di suo fratello Giuseppe Gioacchino Barozzi.
Insieme a suo fratello partirono per la Russia. Lavorò per Caterina II di Russia, decorando il Palazzo d'Inverno a San Pietroburgo, dove divenne professore all'Accademia russa di belle arti. Seccessivamente prese parte ai lavori per la suite degli ambienti nel Palazzo Cinese e al Padiglione Montagna Russa di Oranienbaum.
Altri lavori furono fatti in Italia, tra questi per l'Università di Bologna, città dove fu accademico clementino, a Ravenna nella Chiesa di San Vitale e ne diede una descrizione con una pubblicazione e a Ferrara dipinse il teatro comunale.
Morì a Bologna nel 1810.